# Zadni Barani Karbik
Zadni Barani Karbik (słow. Zadná štrbina) – przełęcz położona w Baraniej Grani, w słowackich Tatrach Wysokich. Siodło Zadniego Baraniego Karbika oddziela od siebie dwie grupy turni: Baranie Turnie na południu i Baranie Zęby na północy. Najbliższymi wzniesieniami w grani są Skrajna Barania Turnia i Zadni Barani Ząb. Na siodło przełęczy nie prowadzą żadne znakowane szlaki turystyczne. Możliwe jest wejście na nią łatwą drogą od północy, z Pośredniego Baraniego Karbika.
Pierwszego wejścia na Zadni Barani Karbik dokonali Zygmunt Klemensiewicz, Jerzy Maślanka i Rudolf Nałęcki przy przejściu Baraniej Grani 24 sierpnia 1923 r.